# Olympische Sommerspiele 1912/Schießen – Kleinkalibergewehr verschwindendes Ziel (Männer)
Der Schießwettkampf dem Kleinkalibergewehr auf ein verschwindendes Ziel bei den Olympischen Spielen 1912 in Stockholm wurde am 5. Juli auf der Kaknäs skjutbanor ausgetragen. Es war das letzte Mal, dass diese Disziplin Teil des olympischen Programms war.
Geschossen wurde in 5 Durchgängen mit jeweils 25 Schüssen. Das Ziel erschien drei Sekunden lang mit einem Abstand von fünf Sekunden. Die Distanz betrug 25 Meter.

## Ergebnisse
| Rang | Athlet                 | Nation             | Punkte |
| ---- | ---------------------- | ------------------ | ------ |
| 1    | Vilhelm Carlberg       | Schweden           | 242    |
| 2    | Johan Hübner von Holst | Schweden           | 233    |
| 3    | Gideon Ericsson        | Schweden           | 231    |
| 4    | Joseph Pepé            | Großbritannien     | 231    |
| 5    | Robert Murray          | Großbritannien     | 228    |
| 6    | Axel Gyllenkrok        | Schweden           | 227    |
| 7    | William Pimm           | Großbritannien     | 225    |
| 8    | Frederick Hird         | Vereinigte Staaten | 221    |
| 9    | Harold Burt            | Großbritannien     | 222    |
| 10   | Robert Löfman          | Schweden           | 221    |
| 11   | Erik Odelberg          | Schweden           | 219    |
| 12   | Edward Lessimore       | Großbritannien     | 218    |
| 13   | William Styles         | Großbritannien     | 216    |
| 14   | William McDonnell      | Vereinigte Staaten | 212    |
| 15   | Gustaf Boivie          | Schweden           | 212    |
| 16   | Edwin Anderson         | Vereinigte Staaten | 208    |
| 17   | Warren Sprout          | Vereinigte Staaten | 205    |
| 18   | Frangiskos Mavrommatis | Griechenland       | 204    |
| 19   | Léon Johnson           | Frankreich         | 203    |
| 20   | Eric Carlberg          | Schweden           | 219    |
| 21   | Ioannis Theofilakis    | Griechenland       | 214    |
| 22   | William Milne          | Großbritannien     | 212    |
| 23   | Francis Kemp           | Großbritannien     | 206    |
| 24   | William Leushner       | Vereinigte Staaten | 206    |
| 25   | Axel Wahlstedt         | Schweden           | 200    |
| 26   | Alexander Dobrschanski | Russland           | 190    |
| 27   | Pierre Gentil          | Frankreich         | 176    |
| 28   | Arthur Nordenswan      | Schweden           | 200    |
| 29   | David Griffiths        | Großbritannien     | 192    |
| 30   | Nikolaos Levidis       | Griechenland       | 192    |
| 31   | Povl Gerlow            | Dänemark           | 174    |
| 32   | Wladimir Potekin       | Russland           | 171    |
| 33   | Sándor Török           | Ungarn             | 146    |
| 34   | Carl Osburn            | Vereinigte Staaten | 146    |
| 35   | Robert Jonsson         | Schweden           | 143    |
| 36   | Iakovos Theofilas      | Griechenland       | 116    |